# 小寺泰次郎
小寺 泰次郎（こでら たいじろう、天保7年3月8日（1836年4月23日） - 明治38年（1905年）1月29日）は幕末から明治時代にかけての日本の武士、実業家、政治家。

## 略歴
三田藩の足軽の家に生まれ、藩主九鬼隆義により士分に取り立てられる。廃藩後は、1873年に九鬼隆義が設立した志摩三商会に勤務した後、不動産業と金融業を営む。1880年兵庫県会議員となる。
1903年、勲五等瑞宝章を受章。
現在の神戸市中央区にあった私邸を神戸市が買い取り相楽園として一般に公開されている。

## 家族
- 長男：小寺謙吉（政治家）
- 長女：英（小礒吉人の妻）[3]
- 次女：常（土方寧の妻）[4]
- 三女：昌子（長谷川久一の妻）[3]